# مقاطعة مغول كشمير
مقاطعة مغول كشمير (عُرفَت أولًا باسم ساركار كشمير ( بالفارسية : سرکار کشمیر )، ثم باسم صباح كشمير ( بالفارسية : صوبہ کشمیر ))، كانت مقاطعة تابعة لسلطنة مغول الهند تشمل منطقة كشمير، المقسمة الآن بين باكستان (تقسيم مظفر آباد) والهند (تقسيم كشمير). فُصلَت عن كابول سوباه وحُولت إلى مقاطعة إمبراطورية بموجب الإصلاحات الإدارية التي نفذها الإمبراطور شاه جهان في عام 1648. توقفت المقاطعة عن الوجود عندما دخلت قوات الدراني، بقيادة أحمد شاه عبدلي، كشمير في عام 1752 واستولت على قولي خان، آخر سبحدار مغولي.

## الجغرافيا
كانت كشمير سوباه تحدها من الشمال مملكة ماكبون في بلتستان ، ومن الشرق مملكة نامجيال في لاداخ، ومن الغرب كابول سوباه، ومن الجنوب لاهور سوباه، ومن الجنوب الشرقي ولايات التلال شبه المستقلة في جامو.

## قائمة الحكام
- قوليش كولبا خان (حكم: 1606–1609) [2]
- أحمد بيك خان (حكم: 1615–1618) [2]
- ظفر خان (حكم: 1633–1640) [2]
- علي مردان خان (حكم: 1642, 1650–1657) [2]
- سيف خان (حكم: 1664–1667) [2]
- مبارز خان (حكم: 1667–1668) [2]
- افتخار خان (حكم: 1671–1675) [2][3]
- حفظ الله خان[الإنجليزية] (حكم: 1686–1690) [4]
- مظفر خان (حكم: 1690–1692) [2]
- فضل خان (حكم: 1698–1701) [2]
- إبراهيم خان (حكم: 1701–1706) [2]
- عناية الله الكشميري (حكم: 1712–غير معروف) [2]
- مير أحمد خان (حكم: غير معروف–1720) [2]
- عبد الصمد خان[الإنجليزية] (حكم: 1720–1723) [2]
- فكر الدولة [2]
- عطية الله خان (حكم: 1739–1741) [2]
- قولي خان (حكم: غير معروف–1752)